# Puyuhuapi
Le Puyuhuapi est un ensemble de cônes volcaniques du Chili.